# Джим Мікл
Джим Мікл (англ. Jim Mickle; нар. 1979) — американський режисер і сценарист, відомий за фільмами «Вулиця Малберрі» (2006), «Земля вампірів» (2010), «Ми такі, які є» (2013) та «Холод у липні» (2014). Також був співрозробником серіалу «Ласун» (2021-24) для Netflix.

## Раннє життя
Джим Мікл народився в Поттстауні, штат Пенсільванія, у 1979 році. Мікл надихнувся стати режисером після перегляду фільму «Армії темряви». Він навчався у Нью-Йоркському університеті, який закінчив у 2002 році. Працював асистентом режисера-початківця, який не навчався у кіношколі, і взявся за серію фільмів, знятих режисерами-початківцями. Цей досвід розчарував його, і він описав ці фільми як марнославні проекти. Мікл віддає перевагу режисурі та монтажу перед написанням сценаріїв, і його приваблює гнучкість та насиченість фільмів жахів.

## Кар'єра
Мікл і Нік Дамічі познайомилися під час роботи над студентською дипломною роботою у 2001 році Тоді ж у них виникла ідея зняти фільм про зомбі. Згодом ця концепція перетворилася на їхню першу спільну роботу — «Вулицю Малберрі», фільм жахів про джентрифікацію Нью-Йорка. Другий спільний фільм Мікла та Дамічі, «Земля вампірів», був відзначений критиками New York Times. Його фільм «Ми такі, які є» був показаний на кінофестивалі «Санденс» 2013 і в секції «Двотижневі режисерів» на Каннському кінофестивалі 2013 року. Згодом він зняв екранізацію роману Джо Р. Ленсдейла «Холод у липні», в якому Майкл К. Холл зіграв головну роль. У 2016 році Мікл і Дамічі розробили телесеріал «Хеп і Леонард», заснований на романах Джо Р. Ленсдейла, де Мікл став режисером кількох епізодів протягом трьох сезонів серіалу.

## Фільмографія

### Кінофільми
| Рік  | Назва           | Режисер | Сценарист | Продюсер |
| ---- | --------------- | ------- | --------- | -------- |
| 2006 | Вулиця Малберрі | Так     | Так       | Ні       |
| 2010 | Земля вампірів  | Так     | Так       | Ні       |
| 2013 | Ми такі, які є  | Так     | Так       | Ні       |
| 2014 | Холод у липні   | Так     | Так       | Ні       |
| 2019 | У тіні Місяця   | Так     | Ні        | Так      |
| Н/Д  | God Country     | Так     | Ні        | Так      |

### Серіали
| Рік         | Назва         | Режисер    | Сценарист  | Виконавчий продюсер |
| ----------- | ------------- | ---------- | ---------- | ------------------- |
| 2016 — 2018 | Хеп і Леонард | 6 епізодів | 8 епізодів | 18 епізодів         |
| 2021 — 2024 | Ласун         | 7 епізодів | 6 епізодів | 24 епізоди          |